# David Graeber
David Rolfe Graeber (ur. 12 lutego 1961 w Nowym Jorku , zm. 2 września 2020 w Wenecji) – amerykański antropolog, działacz anarchistyczny i autor książek: Dług. Pierwsze pięć tysięcy lat (2011, polskie wyd. 2018), Utopia regulaminów. O technologii, tępocie i ukrytych rozkoszach biurokracji (2015, polskie wyd. 2016) i Praca bez sensu. Teoria (2018, polskie wyd. 2019). Był profesorem antropologii w London School of Economics.
Jako adiunkt i profesor nadzwyczajny antropologii na Uniwersytecie Yale w latach 1998–2007, Graeber specjalizował się w teoriach wartości i teorii społecznej. Decyzja uniwersytetu, aby nie zatrudniać go ponownie na etat z powodu poglądów, wywołała kontrowersje w środowisku akademickim. W latach 2007–2013 został wykładowcą Antropologii Społecznej na Goldsmiths, University of London.
Jego aktywność obejmowała protesty przeciwko III Szczytowi Ameryk w Quebec City w 2001 oraz Światowemu Forum Ekonomicznemu w Nowym Jorku w 2002. Graeber był czołową postacią w ruchu Occupy Wall Street, a czasem przypisuje się mu slogan „We are the 99%” (pol. „Jesteśmy 99%”). Przyznał sobie autorstwo sloganu, ale stwierdził, że to inni go spopularyzowali.

## Życiorys

### Młodość
Rodzice Graebera, pochodzenia żydowskiego, w momencie jego narodzin byli po czterdziestce, stanowili intelektualną część klasy pracowniczej w Nowym Jorku. Matka Graebera, Ruth Rubinstein, była pracownicą przemysłu odzieżowego i odegrała główną rolę w komedii musicalowej rewii Pins & Needles z lat trzydziestych, wystawionej przez związek zawodowy International Ladies’ Garment Workers’ Union. Ojciec Graebera, Kenneth, który był związany z Komunistyczną Ligą Młodzieży w college’u, uczestniczył w Rewolucji Hiszpańskiej w Barcelonie i walczył w hiszpańskiej wojnie domowej. Później pracował przy usuwaniu farby w drukarkach offsetowych. Graeber dorastał na Manhattanie w Nowym Jorku, w budynku spółdzielni utrzymywanym przez związek zawodowy, opisanym przez magazyn „Business Week” jako „przesiąknięty radykalną polityką”.
Graeber był anarchistą od 16 roku życia, jak wynika z wywiadu, którego udzielił „The Village Voice” w 2005. Pierwsze doświadczenie związane z aktywizmem politycznym zdobył w wieku siedmiu lat, kiedy uczestniczył w marszach pokojowych w nowojorskim Central Parku i Fire Island.
Graeber ukończył Phillips Academy Andover w 1978, a w 1984 uzyskał licencjat na State University of New York at Purchase. Otrzymał tytuł magistra i stopień doktora na Uniwersytecie w Chicagowskim, gdzie zdobył stypendium Fulbrighta na przeprowadzenie dwudziestomiesięcznych badań etnograficznych w Betafo na Madagaskarze, począwszy od 1989. Jego praca doktorska na temat magii, niewolnictwa i polityki była nadzorowana przez Marshalla Sahlinsa i zatytułowana The Disastrous Ordeal of 1987: Memory and Violence in Rural Madagascar.

### Kariera naukowa

#### Uniwersytet Yale (1998–2005)
W 1998, dwa lata po ukończeniu studiów doktoranckich, Graeber został adiunktem na Uniwersytecie Yale, a następnie profesorem nadzwyczajnym. W maju 2005 wydział antropologii w Yale podjął decyzję o nieprzedłużaniu umowy z Graeberem, nie biorąc pod uwagę stałego etatu wykładowczego, który trwać miał do 2008. Wskazując na stypendium antropologiczne Graebera, jego zwolennicy (w tym stypendyści antropologowie, byli studenci i działacze) stwierdzili, że decyzja ta była umotywowana politycznie. Ponad 4500 osób podpisało petycje popierające go, a antropologowie, tacy jak Marshall Sahlins, Laura Nader, Michael Taussig i Maurice Bloch, wezwali uniwersytet do cofnięcia decyzji. Bloch, który był profesorem antropologii w London School of Economics i Collège de France oraz pisarzem na Madagaskarze, poświadczył za Graebera w liście do uniwersytetu.
Administracja Yale argumentowała, że zwolnienie Graebera było zgodne z polityką uczelni polegającą na przyznawaniu etatu kilku młodszym wydziałom (stwarzając tym samym powszechne fałszywe wrażenie, że jest to sprawa kadrowa) i nie podała formalnego uzasadnienia swoich działań. Graeber sugerował, że na decyzję uniwersytetu mogło mieć wpływ wsparcie ze strony jego uczennicy, która była celem wydalenia z powodu jej przynależności do Graduate Employees and Students Organization, związku absolwentów Yale. W grudniu 2005 Graeber zgodził się opuścić uczelnię po rocznym płatnym urlopie szabatowym. Wiosną tego roku poprowadził dwie lekcje końcowe: „Introduction to Cultural Anthropology” (pol. „Wprowadzenie do antropologii kulturowej”), w której uczestniczyło ponad 200 uczniów, oraz seminarium „Direct Action and Radical Social Theory” (pol. „Działanie bezpośrednie i radykalna teoria społeczna”).
W dniu 25 maja 2006 Graeber został zaproszony do prowadzenia Malinowski Memorial Lecture w London School of Economics. Każdego roku oddział antropologii LSE prosi antropologa na stosunkowo wczesnym etapie swojej kariery o wygłoszenie Wykładu ku pamięci Bronisława Malinowskiego i zaprasza tylko tych, których uważa się za mających znaczący wkład w teorię antropologiczną. Orędzie Graebera nosiło tytuł „Beyond Power/Knowledge: an exploration of the relationship of power, ignorance and stupidity” (pol. „Po drugiej stronie władzy/wiedzy: badanie relacji władzy, ignorancji i głupoty”), a następnie zostało zredagowane w eseju Dead zones of the imagination: On violence, bureaucracy and interpretive labor (pol. Martwe strefy wyobraźni: O przemocy, biurokracji i pracy edukacyjnej). W tym samym roku Graeber został poproszony o wygłoszenie przemówienia przewodniego podczas setnej rocznicy Diamentowych Jubileuszy, spotkań Stowarzyszenia Antropologów Społecznych. W kwietniu 2011 wygłosił w Berkeley doroczny Wykład Zasłużonych dla Wydziału Antropologii, a w maju 2012 wygłosił drugi doroczny Wykład Marilyn Strathern w Cambridge.

#### „Akademickie wygnanie” i Londyn (2005–2020)
Po zwolnieniu z Yale, Graeber nie był w stanie zapewnić sobie innego stanowiska na amerykańskim uniwersytecie. Zgłosił się do ponad dwudziestu, ale mimo dobrych wyników i listów polecających od kilku wybitnych antropologów, nigdy nie wyszedł z pierwszej rundy negocjacji. W tym samym czasie kilka zagranicznych uniwersytetów zwróciło się do niego z ofertami. W artykule na temat jego „akademickiego wygnania” ze Stanów Zjednoczonych, Kronika Szkolnictwa Wyższego przeprowadziła wywiady z kilkoma profesorami antropologii, którzy zgodzili się, że aktywizm polityczny Graebera mógł odegrać rolę w jego nieudanych poszukiwaniach, określając te pole jako „radykalne w swojej teorii” (słowami Laury Nader), akcentując nietolerancję wobec bezpośredniego działania politycznego. Innym sugerowanym czynnikiem było to, że Graeber zyskał reputację trudnego lub „nieokrzesanego”, zwłaszcza w świetle zarzutów o złe zachowanie ze strony Yale w trakcie sporu o jego zwolnienie.
Sam Graeber interpretował swoje wykluczenie z amerykańskiej uczelni jako bezpośredni skutek zwolnienia z Yale, upodabniając je do „cichego głosowania w klubie społecznym” i twierdząc, że zarzut „nieczystości” był przykrywką dla innych jego cech osobistych, od aktywizmu politycznego po pochodzenie z klasy robotniczej, które czyniły z niego sprawcę kłopotów w hierarchii akademickiej. Laura Nader, zastanawiając się nad sprawą Graebera, między innymi nad przykładami „akademickiego milczenia” w antropologii, spekulowała, że prawdziwymi powodami mogły być rosnąca reputacja Graebera jako publicznego intelektualisty i jego skłonność do „pisania po angielsku”, a nie w żargonie.
W latach 2008–2013 Graeber był wykładowcą w Goldsmith’s College of the University of London. W 2013 przyjął profesurę w London School of Economics. Był członkiem założycielem Instytutu Sztuk Eksperymentalnych (Institute for Experimental Arts) w Grecji. Wygłosił wykład pod tytułem How social and economic structure influences the Art World (pol. Jak struktura społeczna i ekonomiczna wpływa na świat sztuki) na Międzynarodowym Festiwalu Poezji Multimedialnej organizowanym przez Instytut Sztuk Eksperymentalnych wspierany przez Wydział Antropologii London School of Economics and Political Science.

## Badania
Graeber jest autorem zbioru pamfletów Fragments of an Anarchist Anthropology oraz elaboratu Toward an Anthropological Theory of Value: The False Coin of Our Own Dreams. Na Madagaskarze wykonał obszerną pracę antropologiczną, pisząc pracę doktorską The Disastrous Ordeal of 1987: Memory and Violence in Rural Madagascar, w sprawie ciągłego podziału społecznego między potomkami szlachty i potomkami byłych niewolników. Oparta na jego rozprawie książka Lost People: Magic and the Legacy of Slavery in Madagascar została opublikowana przez Indiana University Press we wrześniu 2007. Książka zawierająca eseje zebrane, Possibilities: Essays on Hierarchy, Rebellion, and Desire została opublikowana przez AK Press w listopadzie 2007, a Direct Action: An Ethnography ukazała się nakładem tego samego wydawnictwa w sierpniu 2009. Ponadto wspomniane wydawnictwo wydało w 2007 zbiór esejów Graebera – pod redakcją Stevphena Shukaitisa i Eriki Biddle – zatytułowany Constituent Imagination: Militant Investigations//Collective Theorization.
W grudniu 2017 Graeber i jego były nauczyciel, Marshall Sahlins, wydali zbiór esejów zatytułowany On Kings, nakreślających zainspirowaną przez Arthura Maurice Hocarta teorię o początkach ludzkiej suwerenności w rytuale kosmologicznym. Graeber napisał eseje o królestwach Szilluka i Meriny oraz ostatni esej, w którym zgłębiał to, co nazwał „konstytutywną wojną między królem a ludźmi”. Wraz z Davidem Wengrowem pracował nad historycznym dziełem dotyczącym źródeł nierówności społecznych.
Od stycznia 2013 do czerwca 2016 Graeber był redaktorem naczelnym magazynu „The Baffler” w Cambridge, a od 2011 do 2017 również redaktorem naczelnym ogólnodostępnego czasopisma „HAU: The Journal of Ethnographic Theory”, dla którego wraz z Giovannim da Colem współtworzył założenia teoretyczne i manifest szkoły „teorii etnograficznej”.
Charles Kenny, pisząc w magazynie politycznym „Democracy”, twierdził, że Graeber poszukiwał informacji, które „pasowałyby do narracji na temat zła neoliberalizmu” i kwestionował lub krytykował dane, które sugerowałyby co innego.

### Dług. Pierwsze pięć tysięcy lat
Pierwszą główną monografią Graebera jest Dług. Pierwsze pięć tysięcy lat.
Karl Schmid, pisząc w kanadyjskim czasopiśmie „Anthropologica Canadian Anthropology Society”, opisał Dług jako „niezwykłą książkę”, która „może być najpoczytniejszą książką antropologiczną XXI wieku” i zauważył, że „Graeberowi lub komukolwiek innemu będzie trudno przebić tę książkę ze względu na zainteresowanie nią z powodu doskonałego wyczucia czasu”. Schmid porównał Dług do Guns, Germs, and Steel Jareda Diamonda oraz The Art of Not Being Governed Jamesa C. Scotta ze względu na jego „szeroki zakres i implikacje”. Jednakże Schmid wyraził drobne frustracje samą długością książki oraz faktem, że Graeber podnosi wiele twierdzeń i przykładów, których nie rozwija w pełni.
J. Bradford DeLong, historyk gospodarczy, krytykował Dług na swoim blogu, zarzucając mu błędy. Graeber odpowiedział, że błędy te nie miały wpływu na jego argumentację, zauważając, że „największym faktycznym błędem, jaki DeLong zdołał wykryć na 544 stronach Długu, pomimo lat wymykania się, było, jeśli mnie pamięć nie myli, że pomyliłem się co do liczby osób mianowanych na prezesa w zarządzie Federalnego Komitetu Otwartego Rynku”. Odrzucił resztę krytyki jako reprezentującą rozbieżność interpretacji, skrócenie jego argumentów przez DeLonga i błędy w redakcji kopii książki.

### Biurokracja, menedżeryzacja i „praca bez sensu”
Duża część późniejszego dorobku Graebera koncentrowała się na temacie „bezsensownej roboty” (ang. bullshit jobs, dosłownie: „gówno wartych prac”), tworzonej przez nadmierny rozrost biurokracji i jak to Graeber nazywa: „feudalizm menedżerski”. Jedną z kwestii, które poruszył w swojej książce The Democracy Project – na temat Occupy Movement – z 2013, jest wzrost liczby tzw. „bzdurnych miejsc pracy”, odnoszących się do form zatrudnienia, które nawet ci, którzy je wykonują, czują, że nie powinny lub nie muszą istnieć. Widzi on takie zawody jako typowo „skoncentrowane na zawodowcach, menedżerach, urzędnikach, sprzedawcach i pracownikach usługowych. Jak wyjaśnił również w artykule w „STRIKE!”: „Wielu ludzi w Europie, a zwłaszcza w Ameryce Północnej, spędza całe swoje życie zawodowe wykonując zadania, które według nich tak naprawdę nie muszą być wykonywane”. Jego głośny tekst o „pracach bez sensu” (termin pierwotnie przełożony był na polski jako „prace gówno warte”) został na polski przełożony już w roku 2013, jako jeden z pierwszych tekstów tego autora opublikowanych w Polsce.
Ze względu na popularność artykułu, Graeber napisał następnie książkę Praca bez sensu. Teoria, wydaną w 2018 przez Simon & Schuster. Pisząc dla „The New Yorker”, Nathan Heller opisał powstałą książkę jako mającą „zaletę bycia zarówno sprytną, jak i charyzmatyczną”. Recenzując książkę dla „The New York Times”, Alana Semuels zauważyła, że choć można ją skrytykować za uogólnienia dotyczące ekonomii, „antropologiczne oko Graebera i sceptycyzm wobec kapitalizmu są przydatne w kwestionowaniu niektórych części gospodarki, które Zachód uznał za normalne”. „The Guardian” udzielił mieszanej recenzji, oskarżając autora o „lekko protekcjonalną postawę” i zauważając „pracownicze argumenty”, jednocześnie odnosząc się do aspektów jej tezy jako „wyraźnie słusznych”. Praca bez sensu widniała cztery tygodnie w pierwszej dwudziestce listy bestsellerów „Los Angeles Times”. Książka została nagrodzona tytułem „Book of the Year 2018” przez „Financial Times”, „New Statesman” i „City A.M.”.

## Aktywizm

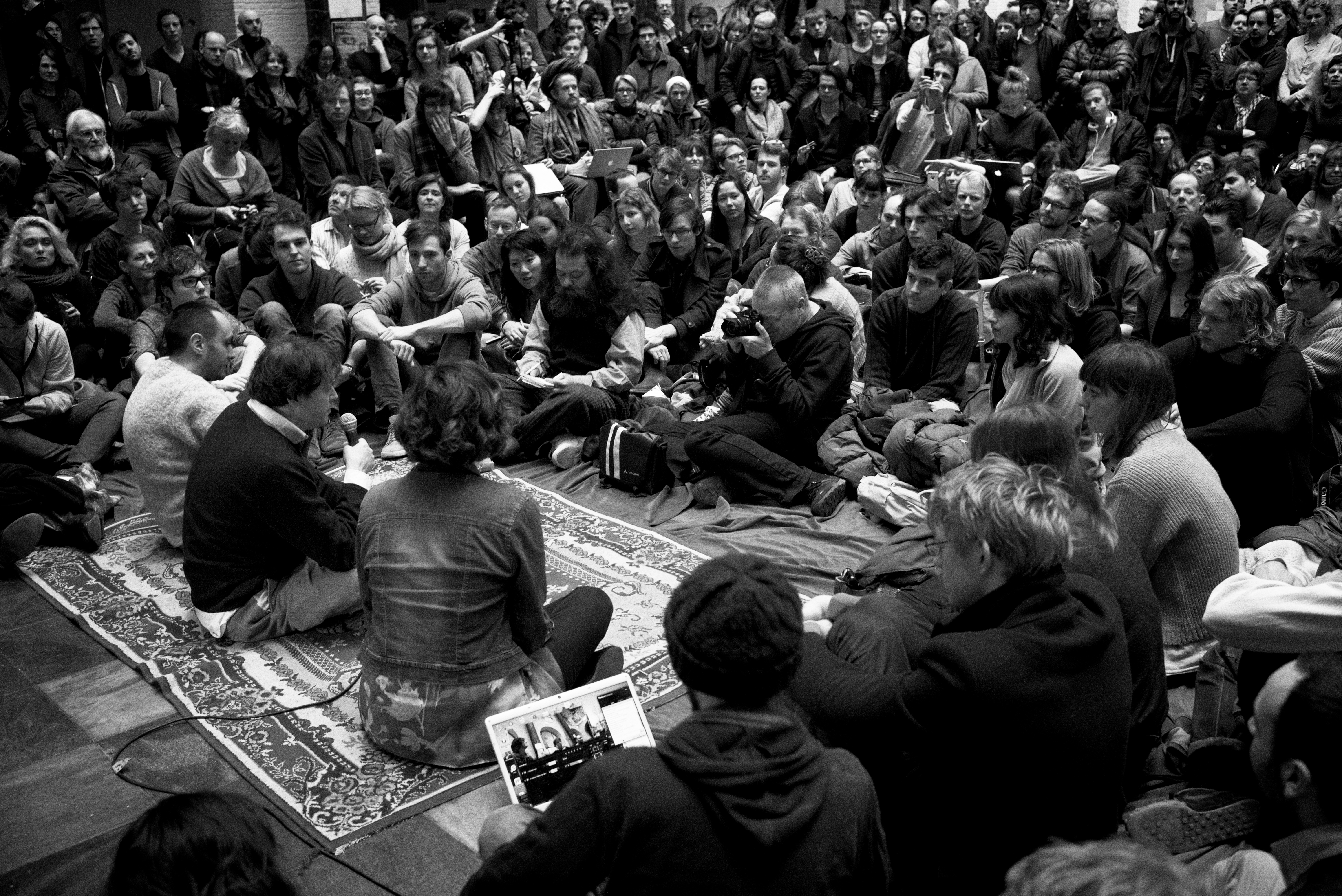
David Graeber udzielający wykładu na Uniwersytecie Amsterdamskim.

Oprócz pracy naukowej, Graeber był bezpośrednio i pośrednio zaangażowany w działalność polityczną. Działał jako członek związku zawodowego Robotnicy Przemysłowi Świata, protestował na Światowym Forum Ekonomicznym w Nowym Jorku w 2002, wspierał protesty studentów w Wielkiej Brytanii w 2010 i odegrał ważną rolę w ruchu Occupy Wall Street. Był współtwórcą organizacji Anti-Capitalist Convergence.
W listopadzie 2011 „Rolling Stone” przypisał Graeberowi nadanie ruchowi Occupy Wall Street hasła: „We are the 99%”. Graeber napisał w „The Democracy Project”, że hasło „było dziełem zbiorowym”. Rolling Stone powiedział, że przyczynił się do powstania pierwszego nowojorskiego walnego zgromadzenia, w którym wzięło udział tylko 60 osób, 2 sierpnia. Kolejne sześć tygodni spędził na angażowaniu się w ten ruch, m.in. na ułatwianiu wjazdów na walne zgromadzenia, uczestnictwie w spotkaniach grup roboczych, organizowaniu szkoleń prawniczych i medycznych oraz zajęć na temat pokojowego oporu. Kilka dni po rozpoczęciu obozowiska w Zuccotti Park wyjechał z Nowego Jorku do Austin w Teksasie.
Graeber twierdził, że brak uznania istniejących instytucji politycznych i istnienia struktury prawnej ruchu Occupy Wall Street, przyjmowanie przez niego niehierarchicznych decyzji opartych na konsensusie i polityce prefiguracyjnej, czyni z niego zasadniczo anarchistyczny projekt. Porównując go do Arabskiej Wiosny, twierdził, że Occupy Wall Street i inne współczesne protesty społeczne stanowią „salwę otwarcia fali negocjacji w sprawie rozwiązania Imperium Amerykańskiego”. Pisząc w Al-Dżazira, zauważył, że od początku ruch Occupy polegał na „zobowiązaniu do odpowiedzi tylko na porządek moralny, a nie prawny” i dlatego odbywał spotkania bez wymaganych zezwoleń. Broniąc tej decyzji ruchu Occupy, powiedział: „jako społeczeństwo nie powinniśmy potrzebować pozwolenia na zajmowanie przestrzeni publicznej”.
Graeber tweetował w 2014, że został wyeksmitowany z domu swojej rodziny z powodu jego zaangażowania w Occupy Wall Street. Dodał, że inni związani z Occupy zostali poddani podobnym „nękaniom administracyjnym”. 11 października 2019 przemawiał na placu Trafalgar Square podczas protestu Extinction Rebellion na temat związku między „bzdurnymi pracami” a szkodami środowiskowymi, sugerując, że ruch ekologiczny powinien uznać te prace w połączeniu ze zbędnymi projektami budowlanymi lub infrastrukturalnymi i planowaną przestarzałością za istotne kwestie.
W listopadzie 2019 wraz z innymi osobami podpisał list popierający lidera Partii Pracy Jeremy’ego Corbyna, nazywając go „światełkiem nadziei w walce z wyłaniającym się skrajnie prawicowym nacjonalizmem, ksenofobią i rasizmem w dużej części demokratycznego świata” i popierając go w wyborach parlamentarnych w Wielkiej Brytanii w 2019. W liście stwierdzono, że „manifest wyborczy Partii Pracy pod przywództwem Jeremy’ego Corbyna oferuje plan transformacji, który przedkłada potrzeby ludzi i planety nad prywatne zyski i interesy kilku osób”.

### Wpływ i odbiór
Kate Burrell napisała w czasopiśmie „Sociology”, że praca Graebera „promuje anarchistyczne wizje zmian społecznych, które nie do końca są uznawane przez lewicę za możliwe, ale żyją na co dzień w ruchach społecznych” i że jego praca „oferuje poetyckie spojrzenie na codzienne realia życia jako aktywisty, otwarcie promuje anarchizm i jest nadzieją na to, co może zostać osiągnięte przez stosunkowo małe grupy zaangażowanych jednostek żyjących swoją prawdą i uwidaczniających ją”.
Hans Steinmüller, pisząc w „Journal of the Royal Anthropological Institute”, określił Graebera i jego współpracownika Marshalla Sahlinsa jako „dwóch najważniejszych myślicieli antropologicznych naszych czasów” i że ich wkład w antropologiczną teorię królowania stanowi „punkt odniesienia dla teorii antropologicznej”.

## Śmierć
Graeber zmarł 2 września 2020 w wieku 59 lat w weneckim szpitalu. Był aktywny do ostatnich dni przed śmiercią, 28 sierpnia opublikował na YouTube film, w którym stwierdził, że czuje się „niezbyt dobrze”, ale zaczyna „czuć się lepiej”, a w dniu swojej śmierci opublikował tweet, krytykując niektóre wiadomości o Extinction Rebellion w Wielkiej Brytanii, mówiąc, że to niesprawiedliwe, że wydzielają socjalistów z ruchu, skoro ruch jest faktycznie „nieideologiczny”, jak twierdzą. Jego żona Nika Dubrovsky ogłosiła na Twitterze, że Graeber przebywał z nią i przyjaciółmi w Wenecji na wakacjach i że zmarł na „krwotok wewnętrzny”, którego przyczynę musi jeszcze ustalić autopsja.
Po autopsji stwierdzono że przyczyną śmierci był masywny krwotok wewnętrzny spowodowany martwiczym zapaleniem trzustki.

## Wybrane publikacje

### Książki
- Toward an Anthropological Theory of Value: The False Coin of Our Own Dreams (2001)
- Fragments of an Anarchist Anthropology (2004)
- Lost People: Magic and the Legacy of Slavery in Madagascar (2007)
- Possibilities: Essays on Hierarchy, Rebellion, and Desire (2007)
- Direct Action: An Ethnography (2009) – opracowanie amatorskie
- Debt: The First 5000 Years (2011); polskie tłumaczenie: Dług. Pierwsze pięć tysięcy lat (2018), Wydawnictwo Krytyki Politycznej[76]
- Revolutions in Reverse: Essays on Politics, Violence, Art, and Imagination (2011)
- The Democracy Project: A History, a Crisis, a Movement (2013)
- The Utopia of Rules: On Technology, Stupidity, and the Secret Joys of Bureaucracy (2015); polskie tłumaczenie: Utopia regulaminów. O technologii, tępocie i ukrytych rozkoszach biurokracji (2016), Wydawnictwo Krytyki Politycznej[77]
- On Kings (2017)
- Bullshit Jobs: A Theory (2018); polskie tłumaczenie: Praca bez sensu. Teoria (2019), Wydawnictwo Krytyki Politycznej[78]
- Anarchy – In a Manner of Speaking (2020)
- Uprisings: An Illustrated Guide to Popular Rebellion (2020)
- The Dawn of Everything: A New History of Humanity (2021); napisane wspólnie z Davidem Wengrowem(inne języki), polskie tłumaczenie: Narodziny wszystkiego. Nowa historia ludzkości, tłum. Robert Filipowski (2022), Zysk i S-ka

### Artykuły akademickie
- Turning Modes of Production Inside Out: Or, Why Capitalism is a Transformation of Slavery, „Critique of Anthropology” (marzec 2013), 26 (1), s. 61–85, doi: 10.1177/0308275X06061484.
- The Divine Kingship of the Shilluk: On Violence, Utopia, and the Human Condition, or, Elements for an Archaeology of Sovereignty, „HAU: The Journal of Ethnographic Theory” (wrzesień 2011)
- Dead Zones of the Imagination: On Violence, Bureaucracy, and Interpretive Labor. The 2006 Malinowski Memorial Lecture, „HAU: The Journal of Ethnographic Theory” (grudzień 2012)